# Mallku
Mallku (conocido también como Mallku Kunturi, el señor de gran altura), es una deidad aimara que representa la cumbre, no sólo geográfica, sino también jerárquica; por ello también se denomina Mallku a un tipo de autoridad política, que junto a la T'alla, son autoridades de la marka (un tipo de organización regionales). La palabra también significa "príncipe", "regente" o sucesor del monarca.
Mallku es el espíritu y la fuerza de las montañas y una presencia poderosa en las alturas, la cual encuentra su representación en el cóndor, animal majestuoso y respetado, ya que Mallku también es el Kuntur Mamani (el espacio del hábitat de los cóndores ubicados en las altas montañas rocosas). 
El Mallku es Representado también en las ofrendas de carácter arqueológicas como son las momias incas y/o artefactos encontrados en cumbres de la cordillera de los andes realizadas en rituales o Capac Cocha, capac hucha o qhapaq hucha en el territorio inca o Tahuantinsuyu venerando así a las montañas sagradas o Apus, acumuladoras de agua y por ende dadoras de vida.
Representa la fuente de la vida de las montañas, ya que por sus cumbres, en las épocas de deshielo, cae el agua que da la vida. Como señor de gran altura, Mallku Kunturi se convierte en el relacionador de la vida de los hombres y mujeres en el Aka Pacha (tiempo y espacio de hoy) con el Alax Pacha (tiempo y el espacio sideral del más allá). En el plano más cotidiano de la vida social, el Mallku Kunturi es el relacionador de los hombres y mujeres con los apus (los cerros sagrados) o los espíritus y las fuerzas de la vida de las montañas. Los aimaras hablan y dialogan respetuosamente con el Mallku, y realizan su culto en la falda del cerro en el mes de enero. Los cultos de Mallku, Amaru y Pachamama son las formas más antiguas de celebración que los aimaras aún realizan en la actualidad.
El Mallku, como autoridad, cumple funciones eminentemente políticas y como tal le corresponde tratar en toda cuestión de carácter sindical, administrativa o política.